# Onthophagus tapirus
Onthophagus tapirus är en skalbaggsart som beskrevs av Sharp 1877. Onthophagus tapirus ingår i släktet Onthophagus och familjen bladhorningar. Inga underarter finns listade i Catalogue of Life.